# Vorstendom Anhalt-Bernburg (1606-1806)
Het vorstendom Anhalt-Bernburg (Duits: Fürstentum Anhalt-Bernburg) was een land in het Heilige Roomse Rijk. Het werd geregeerd werd door de jongere linie Anhalt-Bernburg, een zijtak van de dynastie der Ascaniërs. Anhalt-Bernburg ontstond in 1606, na de verdeling van het vorstendom Anhalt tussen de zoons van Joachim Ernst. In 1806 werd het vorstendom door keizer Frans II tot hertogdom verheven, enkele maanden voordat de keizer aftrad en het Heilige Roomse Rijk ophield te bestaan.
Anhalt-Bernburg bestond bij zijn oprichting uit een aantal van elkaar gescheiden gebieden in het westen van Anhalt. Het grootste deel, het Oberer Landesteil, lag in het oosten van het Harzgebergte met Ballenstedt als grootste plaats. De hoofdstad Bernburg lag in het Unterer Landesteil aan de rivier de Saale. Alle Anhaltse vorstendommen waren als een geheel ingedeeld bij de Opper-Saksische Kreits. Vanaf 1611 moest de vorsten een deel van hun gebieden afstaan aan familieleden: Anhalt-Plötzkau (1611-1665), Anhalt-Harzgerode (1635-1702) en Anhalt-Hoym (1709-1812). Deze semi-zelfstandige vorstendommen bleven wel deel uitmaken van Anhalt-Bernburg.
De eerste vorst van Anhalt-Bernburg Christiaan I was als kanselier van de Palts mede verantwoordelijk voor het uitbreken van de Dertigjarige Oorlog (1618-1648). Aan het einde van de oorlog was het vorstendom grotendeels verwoest. De afsplitsing van Hoym aan een zijlinie in 1709 leidden gedurende de 18e eeuw tot conflicten binnen het vorstenhuis.

## Geschiedenis
De zoons van Joachim Ernst, die sinds zijn dood in 1586 gemeenschappelijk regeerden, verdeelden Anhalt in 1606 onder elkaar, waarbij Christiaan I Bernburg kreeg.
In 1604 werd de abdij Gernrode de facto ingelijfd bij het vorstendom Anhalt-Bernburg. In 1611 stond de vorst het domein Plötzkau aan zijn broer August. Dit gebeurde onder de voorwaarde dat als August of zijn nakomelingen in het bezit van een vorstendom zouden komen zij Plötzkau moesten teruggeven aan het huis Anhalt-Bernburg. De soevereiniteit over Plötzkau bleef aan de vorsten van Anhalt-Bernburg.
Hij werd opgevolgd door zijn zoons Christiaan II (1630-1656) en Frederik (1635-1670). In 1635 werd het vorstendom door de broers verdeeld waarbij Christiaan II Bernburg kreeg en Frederik de ambten Harzgerode en Güntersberge.
In 1665 kreeg Anhalt-Harzgerode na het uitsterven van het geslacht Anhalt-Köthen ook de beschikking over Plötzkau. De tak stierf al uit met de zoon van Frederik, Willem (1670-1609). Vervolgens vond een hereniging van het vorstendom plaats.
Christiaans opvolger Victor Amadeus (1656-1718) voerde in 1677 de primogenituur in, maar na zijn dood ontstond er tussen zijn zoons Karel Frederik en Lebrecht een geschil over Harzgerode. Na bemiddeling door Oostenrijk kreeg Karel Frederik als oudste zoon Harzgerode toegewezen en Lebrecht als schadeloosstelling een som van 18.000 taler, Hoym en enige andere gebieden als vorstendom Anhalt-Bernburg-Hoym (later Anhalt-Bernburg(-Schaumburg)-Hoym), dat onder de soevereiniteit van Anhalt-Bernburg viel.
De vorsten Victor Frederik (1721-1765) en Frederik Albrecht (1765-1796) lieten zich veel aan het welzijn van hun land gelegen liggen. In 1756 werd de residentie verlegd naar Ballenstedt.
Onder Alexius Frederik Christiaan (1796-1834) werd Anhalt-Bernburg na het uitsterven van het geslacht Anhalt-Zerbst (1793) vergroot. In 1797 werd Anhalt-Zerbst verdeeld, waarbij de ambten Coswig en Mühlingen aan Anhalt-Bernburg kwamen.
Op 15 maart 1806 werd de vorst tot hertog van Anhalt-Bernburg verheven door de keizer van het Heilige Roomse Rijk. Kort daarna ging het Rijk ten onder, zodat dit een van de laatste verheffingen geweest is.

## Gebied
Ambten:
- Ballenstedt, Hecklingen, Plötzkau, Hoym, Gernrode, Harzgerode, Bernburg;
- later ook Coswig en Mühlingen

Geografisch:
- Oberer Landesteil= Kreis Ballenstedt (ambten Bernburg, Hoym, Gernrode, Harzgerode)
- Unterer Landesteil=
  - gebied rond Bernburg
  - ambt Mühlingen (Großmühlingen)
  - ambt Coswig

## Vorsten
| regering  | naam                                                                | geboren    | overleden  | familie                |
| --------- | ------------------------------------------------------------------- | ---------- | ---------- | ---------------------- |
| 1606-1630 | Christiaan I                                                        | 11-05-1568 | 17-04-1630 | zoon van Joachim Ernst |
| 1630-1656 | Christiaan II                                                       | 11-08-1599 | 22-09-1656 | zoon                   |
| 1656-1718 | Victor Amadeus                                                      | 06-10-1634 | 14-02-1718 | zoon                   |
| 1718-1721 | Karel Frederik                                                      | 13-07-1668 | 22-04-1721 | zoon                   |
| 1721-1765 | Victor Frederik                                                     | 20-09-1700 | 18-05-1765 | zoon                   |
| 1765-1796 | Frederik Albrecht                                                   | 15-08-1735 | 09-04-1796 | zoon                   |
| 1796-1834 | Alexius Frederik Christiaan (vanaf 1806 hertog van Anhalt-Bernburg) | 12-06-1767 | 24-03-1834 | zoon                   |